# Osprynchotus
Osprynchotus is een geslacht van insecten uit de orde vliesvleugeligen (Hymenoptera) en de familie Ichneumonidae.

## Soorten
- O. ethiopicus Ghigi, 1911
- O. flavipes Brulle, 1846
- O. gigas Kriechbaumer, 1894
- O. gueinzii (Taschenberg, 1872)
- O. kingi Wilkinson, 1930
- O. macrorhynchus Ghigi, 1911
- O. moeroi Ghigi, 1911
- O. objurgator (Fabricius, 1781)
- O. pulcherrimus (Kirby, 1900)
- O. somalicus Masi, 1941
- O. violator (Thunberg, 1789)